# Vettore virale
Il vettore virale è una tecnica biotecnologica per rilasciare materiale genetico in una cellula.

## Descrizione
Consiste nello sfruttare la naturale capacità che hanno i virus di aderire alla superficie cellulare e rilasciare il proprio materiale genetico in essa per la propria sopravvivenza e, a volte, tramite un processo noto come trasduzione specializzata, mischiare il proprio corredo cromosomico con quello della cellula ospite. Dopo aver prelevato il DNA virale, possiamo inserirvi uno o più frammenti di un altro DNA e questo, attraverso il normale procedimento svolto dai virus, ovvero litico, processo che distrugge la cellula ospite immediatamente dando origine a nuovo copie del virus, o lisogeno, dove il DNA virale rimane latente in  attesa di attivarsi e iniziare il ciclo litico, può essere inserito nella cellula interessata, lasciando il capside vuoto. Ovviamente la capsula deve essere priva di qualsiasi traccia di DNA virale per non mettere a serio rischio di contaminazione la cellula (batterica e non) in cui viene iniettato l'acido nucleico.